# Hamza Hakimzade Niyazi
Hamza Hakimzade Niyazi (Kokand, 6 marzo 1889 – Shohimardon, 18 marzo 1929) è stato un poeta uzbeko.
Oltre che poeta, Niyazi fu drammaturgo, studioso e attivista politico e, insieme a G'afur G'ulom, è ampiamente considerato una delle figure di spicco nel primo periodo della tradizione letteraria uzbeka moderna, e generalmente considerato il primo drammaturgo uzbeko, nonché il fondatore delle moderne forme musicali uzbeche e l'iniziatore del realismo sociale uzbeko. 
Partecipò ben presto alle controverse riforme in lingua uzbeka degli anni '20 che avevano lo scopo di codificare una lingua uzbeka letteraria al posto del Chagatai più antico e in via di estinzione.  Oltre all'Uzbeko, Niyazi conosceva molte altre lingue, tra cui arabo, persiano , russo e turco.  Le sue opere generalmente si occupano di questioni sociali, come i diritti delle donne, l'ineguaglianza sociale e il tema della superstizione.  Niyazi venne, nel 1929, tragicamente lapidato a morte nella città di Shohimardon, dai fondamentalisti islamici per le sue attività anti-religiose.  
Il poeta fu onorato nel 1926 come scrittore nazionale della RSS uzbeka. Per celebrare, tra l'altro, la sua memoria, nel 1967 il Comitato Centrale del Partito Comunista dell'Uzbekistan istituì il Premio Hamza di Stato per riconoscere risultati eccezionali in letteratura, arte e architettura. Oggi molte istituzioni dell'Uzbekistan, tra cui una stazione della metropolitana di Tashkent, la capitale,  tre teatri, così come diverse scuole e strade portano il suo nome.